# 塞萨尔·巴列霍
塞萨尔·巴耶霍（西班牙語：César Vallejo，1892年3月16日—1938年4月15日），或譯瓦烈赫。秘鲁现代作家，西班牙共产党党员。有印第安血统，生于安第斯山区。雖然他一生中只出版過三本詩集，他仍被认为是20世纪最伟大的诗歌改革者之一。1920年他在家鄉被以未經證實的罪名被捕，坐了一百一十二天的牢。1920年代前往法国，两次访苏聯，後因左翼運動被逐出法國。1930年從西班牙回到巴黎，1938年於巴黎病逝。托馬斯·默頓称其为但丁之后最伟大诗人。

## 作品

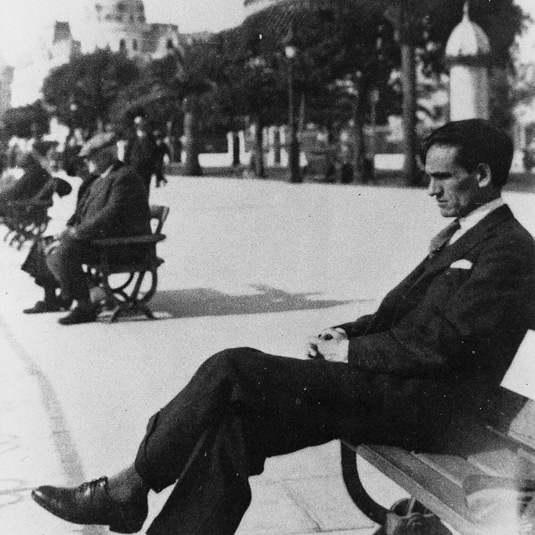
1929年

- 《黑色的使者》（Los heraldos negros，1918）
- 《Trilce》(1922)
- 《西班牙，求你叫這杯離開我》（España, aparta de mi este caliz，1937）
- 《人類的詩》（Poemas humanos，1939）此詩集於巴耶霍去世後由其妻子出版